# Gerichtsbezirk Jennersdorf
Der Gerichtsbezirk Jennersdorf war bis Ende 2017 einer von sieben Gerichtsbezirken im Burgenland und umfasste den gesamten Bezirk Jennersdorf. Der übergeordnete Gerichtshof war das Landesgericht Eisenstadt. Am 1. Jänner 2018 wurde das Bezirksgericht Jennersdorf aufgelöst und die Gemeinden dem Gerichtsbezirk Güssing zugeschlagen.

## Gemeinden
Zuletzt umfasste der Gerichtsbezirk folgende zwölf Gemeinden:
Stadt
- Jennersdorf

Marktgemeinden
- Deutsch Kaltenbrunn
- Heiligenkreuz im Lafnitztal
- Minihof-Liebau
- Mogersdorf
- Neuhaus am Klausenbach
- Rudersdorf
- Sankt Martin an der Raab

(Land-)Gemeinden
- Eltendorf
- Königsdorf
- Mühlgraben
- Weichselbaum